# Джошуа Три (национален парк)
Национален парк Джошуа Три (на английски: Joshua Tree National Park) е един от националните паркове на САЩ, намиращ се в югоизточна Калифорния. Името на парка произхожда от дървото Джошуа, вид юка (Yucca brevifolia), което се среща по тези места. Паркът се намира в пустинна зона и една голяма част от него е дива територия. Обявен е за национален парк през 1994 година, като преди това е бил национален монумент от 1936 година. Средните максимални температури са 29 °C а минималните 10 °C.

## Местонахождение
Паркът се намира на границата на Сан Бернардино и Ривърсайд и включва части от две пустини. Източната част е в Колорадската пустиня където изобилстват кактуси и различни видове храсти. Останалата част на парка се намира в малко по-студената и по-влажна пустиня Мохаве. Тук расте и Джошуа три, което дава името на парка. Тази западна част на парка предлага едни от най-интересните геоложки формации от голи скали, които са любимо място за катерене на ентусиастите.

## История
Паркът е обявен за национален на 31 октомври 1994 година като преди това е бил национален монумент, провъзгласен за такъв от президента на САЩ Франклин Рузвелт през 1936. През 1976 Конгресът на САЩ обявява 1700 км2 за дива територия. През 1994 тази територия е увеличена с близо 530 км2.
В началото, преди около 5000 години по тези земи са живели индиански племена, за чието съществуване свидетелстват различни керамични предмети. През XIX век идват различни изследователи, между които градинари, животновъди и миньори. Последните прокарват тунели, за да търсят злато. През 1920-те започват да се строят и много нови пътища. Името на парка дават мормони, които пресичат пустинята Мохаве през XIX век. Човешкото присъствие в парка в наши дни се състои от туристите, посетители на Джошуа три. Паркът има три входа, три туристически центъра, 501 археологически находки и 88 исторически постройки.

## Флора и фауна
В Джошуа три могат да се видят около 240 различни вида птици. В близост до езерото Баркър Дем могат да се забележат и овцете с големи рога (Ovis canadensis nelsoni), които идват да пият вода. Не са рядкост и пустинните зайци, а също така и койотите. Срещат се и някои видове плъхове и змии. Всички животни са се адаптирали към пустинния начин на живот.
От растителните видове най-разпространени са кактусите cholla и ocotillo, както разбира се и дървото Джошуа три (Yucca brevifolia). То расте на надморска височина от 600 до 2000 метра и достига височина 13 метра. През пролетта се покрива с бели до жълтеникави цветове.